# 王意扬
王意扬，本名王胜寒。生于北京。平面模特兒與車展模特兒。企鹅吃喝指南联合创始人。

## 反讽视频

### 影片描述
- 網上流傳的「紐約留學女」影片顯示，長相普通的王意揚穿著低胸裝，一開始先假裝發呆，後來望了一眼鏡頭「已經開始錄了嗎」；她說這次回到大陸覺得很驚訝，因為有很多變化，但稱讚才沒幾句，她就開始讽刺。
- 王意揚，自錄影片稱是畢業於美國布朗大學的女留學生，後來回到大陸後，發現這幾年北京進步神速，不再是她想的窮鄉僻壤。[2]

### 讽刺中国大陆
- 她讽刺的包括空氣质量差、人文素質低、不能刷卡、社會保障不行、虐待动物、公共知识分子等。
- 她還稱，北京的發展遠遠比不上紐約，自己這個留學生很受歡迎。[3]
- 纽约留学女系列视频

1. 纽约留学女处女作：谈优越生活 [4]
2. 纽约留学女【第二期】谈《非你莫属》刘俐俐大战张绍刚 [5]
3. 纽约留学女【第三期】谈回国生活的不适应 [6]
4. 纽约留学女【第四期】变身时尚优雅女, 谈穿秋裤和奢侈品 [7]
5. 纽约留学女【第五期】谈名牌观，吐槽富二代和小白领 [8]

### 社会回应
- 「光看動作就想扁她！」、「晚飯都吐出來了！」…雖然這明顯是炒作，不少人都覺得「吐槽姐」實在太做作，看了大倒胃口。[9]
- 王意扬称「北京是不能跟紐約比啦！但進步真的是蠻大的」，還說雖然大部分的人對西方文化越來越OPEN，但普遍還是過於保守，「我只要穿的HOT一點，就會被批評」，她夸张的講話方式與明褒暗貶的言語，都讓不少網友看了很愤怒。[2]

## 小短裙照
王意扬自己上传了一組异常短小短裙照，網友称讚她身材好。照片中的她穿红色高跟鞋，裙子只到大腿根部，黑色内衣在极为透明的白色上衣下隐约可见。

## 昵称
- 王大奶娘
- 纽约留学吐槽姐